# Vinež
Vinež (olaszul: Vines) falu Horvátországban, Isztria megyében. Közigazgatásilag Labinhoz tartozik.

## Fekvése
Az Isztria keleti részén, Labin központjától 2 km-re északnyugatra fekszik. Az egykori kis bányásztelepülés mára Labin elővárosává fejlődött.

## Története
1879-ben kezdődött itt a bányászat, ezzel egyidejűleg lakóházak épültek és egy bányászkórház is létesült. A 20. század elején a településen már több vendéglő, szabó és cipészműhely, élelmiszerüzlet, húsbolt stb. működött. A településnek 1880-ban 159, 1910-ben 465 lakosa volt. Innen indult 1921. március 2-án az a bányászsztrájk, mely az ún. Labini Köztársaság kikiáltásához vezetett. A bányát 1928-ban bezárták. Az első világháború után Olaszország, a második világháború után Jugoszlávia része lett. A háború idején Vinež fontos partizán támaszpont volt. Jugoszlávia felbomlása után 1991-ben a független Horvátország része lett. 2011-ben 1210 lakosa volt. Lakói közül sokan járnak Labinba dolgozni, emellett a legfőbb bevételi forrást a turizmus adja.

## Lakosság
| Lakosság változása | Lakosság változása | Lakosság változása | Lakosság változása | Lakosság változása | Lakosság változása | Lakosság változása | Lakosság változása | Lakosság változása | Lakosság változása | Lakosság változása | Lakosság változása | Lakosság változása | Lakosság változása | Lakosság változása | Lakosság változása |
| ------------------ | ------------------ | ------------------ | ------------------ | ------------------ | ------------------ | ------------------ | ------------------ | ------------------ | ------------------ | ------------------ | ------------------ | ------------------ | ------------------ | ------------------ | ------------------ |
| 1857               | 1869               | 1880               | 1890               | 1900               | 1910               | 1921               | 1931               | 1948               | 1953               | 1961               | 1971               | 1981               | 1991               | 2001               | 2011               |
| 0                  | 0                  | 159                | 373                | 425                | 465                | 0                  | 0                  | 984                | 922                | 955                | 1150               | 911                | 1048               | 1163               | 1210               |